# Хольтун
Хольтун (ісп. Holtun) — руїни міста цивілізації мая в департаменті Петен (Гватемала). Назва перекладається як «Камен'яна голова» (мова мая-іца), «Кам'яна діра» («Кам'яний отвір») — юкатекська мова мая.

## Історія
Виник у класичний період. Утворився близько 300 року. Стародавня назва міста і держави невідома. Наразі династичний розвиток міста знаходиться в стадії дослідження. Не мав суттєвого політичного впливу, тривалий час знаходився в залежності від Мутульського царства. Наприкінці класичного періоду відбулося посилення економічного стану з послабленням сусідів Хольтуна. Тоді було зведено «стадіон», що свідчить про політичні амбіції ахавів Хольтуна.
Місто-держава підтримувало Мутульську державу під час її другого піднесення у VIII століття. Після занепаду останнього у 820-830-х роках, правителі Хольтуна зуміли зберегти державність, втім наприкінці IX ст. відбувся його занепад.

## Опис
Знаходиться на шляху з руїн Яшха (на відстані від нього 12,3 км) до сучасного міста Флорес, 1,3 км від поселення Ла-Макіна департаменту Петена, на відстані 35 км від руїн міста Тікаля. Розташована у горбистій місцини з карстовим хребтом. Усі будови позначені як А, В, С, D, E, F. Загалом виявлено 115 будов
Ритуально-адміністративний центр складається з груп А і В. Група А розташована на півночі Хольтуна. Основу складає акрополь (розташовано на висоті 300 м над рівнем моря) з триіадичним комплексом («Е-групою» — Будо А-1, А-2, А-3, А-7). Втім від нього залишилися лише базальтові платформи: Будова А-1 (платформа 8 м заввишки, розміром 50х80 м); Будова А-2 південніше.  Будови А-4—А-6 (усі заввишки 2,4 м) Будови А-3 і А-7 охоплюють внутрішній двір площею 144 м2. На Будові А-2 із зовнішньої сторони, біля сходів виявлено дві 4-метрові маски з каменя, у тунелі на глибині 8 м знайдено 3 стуккові великі маски: зооморфну і антропоморфну (розмір 87х86 см і 130х86 см), 2 такі ж самі маски з пісковику знайдено у тунелі на глибині 16 м (розмір 50х48 см). Також виявлені ще маски, зафарбовані у червоний колір. Втім їх дослідження обмеження через небезпеки пошкоджень.
Найвищою є піраміда заввишки 34 м (Будова А-8). На схід від неї виявлено Будови А-21—А-24, що являють собою невеликі насипи заввишки 1,2 м. Найбільшою будовою групи є А-9.
Група В розташована на відстані 60 м від Групи А. Поділяються на дві підгрупи, що згруповані навколо Південної і Північної площ. Містить декілька підземних камер (чультуноб). Першу складають Будови В-1—В-3.
Групи С, D, E, F складають житлові будови, в значній частині місцевої знаті. Група С розташована на відстані 160 м від Групи В, складається з 29 будов. Групи D, E, F межують з Групою С з різних боків. Поруч розташовано майданчик для гри у м'яч.

## Історія досліджень
Тривалий час дослідження були неможливі, оскільки територія належить приватним землевласникам, що вирощують тут кукурудзу і квасолю. Водночас тут діяли «чорні археологи», що значною мірою пограбували залишки міста. У лютому 1994 року виявлено фахівцями Інституту археології і історії Гватемали. Вони провели перші розкопки у червні-липні того ж року. Тоді ж першу мапу археологічної пам'ятки зробив Ерік Понсіано.
У 1998 і 2001 роках Понсіано вів розкопки, а також вишукував артефакти, розкопані попередніми грабіжниками Хольтуна.
Значні дослідження розпочалися у 2010 році археологами Південного Методистського університету під головуванням Бріджит Ковачевич і Майкла Каллахана, які тривали у 2014-12015 роках.